# Українська школа-гімназія (Сімферополь)
НВК «Українська школа-гімназія» (Сімферопольська українська гімназія № 9) — україномовний навчальний заклад, заснований у вересні 1997 року, в Сімферополі, у якому вся робота побудована на засадах українознавства та спрямована на розвиток і саморозвиток дитини, її подальшу реалізацію в соціумі. Гімназія приймає на конкурсній основі здібних та обдарованих дітей з Сімферополя та навколишніх сіл, зараз у ній навчається понад 800 учнів.
Сімферопольська українська гімназія тісно співпрацює з Науково-дослідницьким інститутом українознавства, Українським гуманітарним ліцеєм Київського національного університету імені Т. Г. Шевченка, Науково-природничим ліцеєм міста Києва, Економічним ліцеєм міста Києва, Львівською гуманітарною гімназією з поглибленим вивченням українознавства та англійської мови.
У гімназії особливо у великій пошані герої історії українського народу, українське слово, українська книга, українська пісня. Спираючись на минуле, діяльність гімназії спрямована в майбутнє:  тут і опановують перспективні освітні технології. У 2006 році школа увійшла в сотню найкращих шкіл України.
Активний організатор гімназії — Руденко Н. І., яка реалізовує концепцію школи-родини, програму «Обдарованість». У гімназії є потужний педагогічний колектив: шість вчителів методистів і десять старших вчителів. Тут і працює талановита молодь, вивчається три іноземні мови: англійська, німецька, французька.
У гімназії є найкраща шкільна бібліотека міста. Учні гімназії мають можливість працювати в Інтернеті. Виховання еліти неможливе без розвитку естетичних почуттів, без розуміння творів високого мистецтва: створюється картинна галерея, в якій зібрано твори відомих кримських художників В.Поляниціної, заслуженого художника України Тетяни Шевченко. Є роботи і зарубіжних майстрів В.Кричевського та К. Росандіч.
Творчі здібності діти мають можливість розвивати у студії образотворчого мистецтва, вокальній студії, студії фольклорного співу «Росава», театральній студії, студії фітодизайну.

## Російська окупація
Після окупації Криму Росією маріонеткове «Міністерство освіти Криму» заявило про плани щодо переведення гімназії на російську мову викладання.
10 квітня 2014 року, перед гімназією пройшов мітинг, так званою кримської «самооборони», на якому кілька десятків людей вимагали відставки директора та перетворення гімназії на російськомовну. До гімназії приїхали заступник мера Сімферополя Ілля Глазков і керівник відділу управління освіти Сімферопольської виконкому Тетяна Сухіна, які погрожували судовим переслідуванням директору. Наталії Руденко довелося написати заяву про звільнення.